# Елеонора д’Албуркерке
Елеонора д’Албуркерке (на испански: Leonor de Alburquerque; * 1374, Алдеадавила де ла Рибера; † 16 декември 1435, Медина дел Кампо, Кастилия) или Елеонора Урака Санчес де Кастилия (на испански: Leonor Urraca Sánchez de Castilla), е съпруга на Фернандо I Арагонски и кралица на Арагон, Валенсия, Майорка, Сицилия, Сардиния и Корсика, графиня на Барселона и други владения в Каталония.

## Произход и брак
Дъщеря е на граф Санчо д’Албуркерке от род Анскариди и на  Беатриш Португалска, дъщеря на Педру I Португалски и Инес де Кастро. 
През 1393 година се омъжва за Фернандо I Арагонски.

## Деца
Елеонора и Фернандо имат седем деца:
- Алфонсо V Арагонски (1396 – 1458), 18-и крал на Арагон, Сицилия и Неапол; ∞ за Мария Кастилска, от която няма деца. Има 3 извънбрачни деца.
- Мария Арагонска (1396 – 1445), кралица на Кастилия като първа жена на крал Хуан II Кастилски, от когото има 4 деца
- Хуан II Арагонски (1398 – 1479), 19-и крал на Арагон и Навара; ∞ 1. 6 ноември 1419 (с представител) в Олите, 18 юни 1420 в Катедралата на Памплона за Бланка Наварска, дъщеря на краля на Навара Шарл III Наварски, от която има 4 деца; 2. 1 април 1444 в Торелобатон за Хуана Енрикес (1425 – 1468), дъщеря на адмирала на Кастиля, господар на Медина де Риосеко и граф на Мелгар Фадриге Енрике де Мендоса, от която има 4 деца. Има и 7 извънбрачни сина и 2 извънбрачни дъщери.
- Енрике Арагонски (1400 – 1445), херцог на Валенсия, херцог на Вилена (1420 – 1445), граф на Абуркерке (1435 – 1445), граф на Ампуряс (1436 – 1445) и Велик магистър на Орден на Сантяго; ∞ 12 юли 1420 за 1-вата си братовчедка Катерина Кастилска, херцогиня на Вилена, от която има 1 мъртвородена дъщеря. Има 1 извънбрачен син.
- Елеонора Арагонска (1400/1402 – 1445), чрез брак кралица на Португалия; ∞ 22 септември 1428 в Коимбра за Дуарте I, от когото има 9 деца.
- Педро Арагонски (1406 – 1438), граф на Албуркерке, херцог на Ното, неженен, бездетен
- Санчо (1410 – 1416), магистър на Ордена Алкантара (1410 – 1416) и на Ордена Калатрава.

- Портрети на децата на Фернандо I
- Инфантите на Арагон (по часовниковата стрелка отгоре): Алфонсо, Хуан, Мария, Енрике, Леонор и Педро.
- Алфонсо V Арагонски
крал на Арагон
- Хуан II
крал на Арагон
- Мария Арагонска
 кралица на Кастилия
- Енрике, херцог на Валенсия
- Елеонора Арагонска
кралица на Португалия